# Adam Kołodziejczyk (trener)
Adam Kołodziejczyk (ur. 6 marca 1964 w Chorzowie) – trener biathlonowy, były trener reprezentacji Polski, w latach 2022-2023 członek Zarządu Polskiego Związku Biathlonu.
W 1998 roku założył klub biathlonowy UKS Lider Katowice, którego obecnie jest Prezesem.
W latach 2011–2017 Kołodziejczyk był trenerem reprezentacji Polski kobiet. Pod jego wodzą Krystyna Pałka, Monika Hojnisz i Weronika Nowakowska-Ziemniak, zdobyły 4 medale MŚ.
W sierpniu 2018 roku został trenerem reprezentacji Polski mężczyzn. Pracował na tym stanowisku do 22 kwietnia 2020, kiedy zrezygnował ze stanowiska. Pod wodzą Kołodziejczyka po raz pierwszy od kilkunastu lat w jednym sezonie punktowało trzech Polaków, a reprezentacja Polski awansowała z 23. na 17. miejsce w Pucharze Narodów.
12 maja 2020 roku został wybrany dyrektorem sportowym Polskiego Związku Biathlonu. Kołodziejczyk zastąpił Zbigniewa Waśkiewicza. W marcu 2021 roku zrezygnował z funkcji dyrektora sportowego, aby zostać trenerem reprezentacji kobiet i mężczyzn, pełnił te funkcje do marca 2022 roku. Od maja 2022 do kwietnia 2023 trener reprezentacji Bułgarii oraz Grecji w biathlonie. Od maja 2023 trener Kadry Młodzieżowej PZBiath.